# Hydraena decolor
Hydraena decolor är en skalbaggsart som beskrevs av Sainte-claire Deville 1903. Hydraena decolor ingår i släktet Hydraena och familjen vattenbrynsbaggar. Inga underarter finns listade i Catalogue of Life.